# Außenluft
Außenluft als eine der Luftarten in der Lüftungs- und Klimatechnik ist die aus der Umgebung angesaugte Luft. Dies ist die Luft, so wie sie an der Außenseite des Gebäudes vorkommt.
Sie darf nicht mit Frischluft verwechselt werden. Die Außenluft kann durch zwei Maßnahmen für die Lüftungs- und Klimatechnik verbessert werden: Dies ist zum einen die Wahl des Ansaugortes am Gebäude, an dem die Außenluft am  wenigsten belastet ist (Sonneneinstrahlung, Autoabgase, Fortluftauslass …), zum anderen die Reinigung der Außenluft. Die Klassifizierung der Außenluft erfolgte auf Grundlage der Weltgesundheitsorganisation (WHO), da es zu der Zeit (2007) keine nationale oder europäische Festlegungen gab. Im Jahr 2008 verabschiedete das europäische Parlament die Richtlinie über Luftqualität und saubere Luft für Europa.
Die Außenluft wird in drei Kategorien eingeteilt:
- Kategorie ODA-1: Die Vorgaben der WHO werden eingehalten, d. h. Außenluft darf nur zeitweise staubbelastet sein (Pollen)
- Kategorie ODA-2: Die Vorgaben der WHO werden max. um Faktor 1,5 überschritten, d. h. Außenluft mit hoher Konzentration an Staub oder Feinstaub und/oder gasförmigen Verunreinigungen
- Kategorie ODA-3: Die Vorgaben der WHO werden mehr als Faktor 1,5 überschritten, d. h. Außenluft mit sehr hoher Konzentration an gasförmigen Verunreinigungen, Staub und/oder Feinstaub.

Zusätzlichen Einfluss auf die Außenluftqualität nehmen gasförmige Verunreinigungen, wie Kohlenmonoxid, Kohlendioxid, Schwefeloxid, Stickstoffoxid sowie flüchtige organische Verbindungen (VOC), Verunreinigungen durch flüssige Aerosole (Ölnebel, Schwaden von Rückkühlwerken etc.) oder Verunreinigungen durch biologische Partikel. Ozon jedoch ist in der Beurteilung nicht relevant, da es äußerst reaktionsfähig ist und daher in seiner Konzentration im Raum sehr schnell nachlässt.
Die Großstädte London, Madrid oder Stuttgart beispielsweise waren im Jahr 2007 in die Kategorie ODA-2 einzuordnen.